# شب‌خزندگان
شب‌خزندگان (نام علمی: Nyctosauridae) نام یک تیره از راسته پتروسور است.